# Adorazione dei pastori (Poussin)
L'Adorazione dei pastori è un dipinto realizzato tra il 1633 e il 1634 da Nicolas Poussin, attualmente conservato alla National Gallery di Londra. Si tratta di un dipinto ad olio su tela, firmato dall'artista - cosa peraltro insolita per Poussin - con la formula "N. Pusin. fe[cit]", visibile sulla pietra in basso a destra. Nel 1637, pochi anni dopo la sua esecuzione, fu di proprietà del cardinale Giovan Carlo de' Medici, secondogenito maschio del granduca Cosimo II de' Medici, e posizionato nella sua villa fuori Firenze.
Appartiene ad un gruppo di dipinti caratterizzati da uno schema cromatico prevalentemente ramato, da cui deriva principalmente la sua datazione; nell'opera furono inoltre aggiunti, alle usuali figure della composizione, degli elementi classicheggianti.
Il dipinto fu ampiamente apprezzato, e approssimativamente venti copie furono riprodotte nel secolo successivo,  come pure sette stampe realizzate tra gli anni sessanta del XVII secolo e il 1813. Si conservano numerosi disegni, alcuni dei quali che mostrano le prime concezioni sull'opera, anche se non è certo che tutti siano di Poussin (o che siano stati eseguiti prima del dipinto stesso). Come spesso accade con Poussin, vari elementi della tela richiamano lo stile di altri artisti, tra cui Raffaello.

## Storia

### Contesto storico

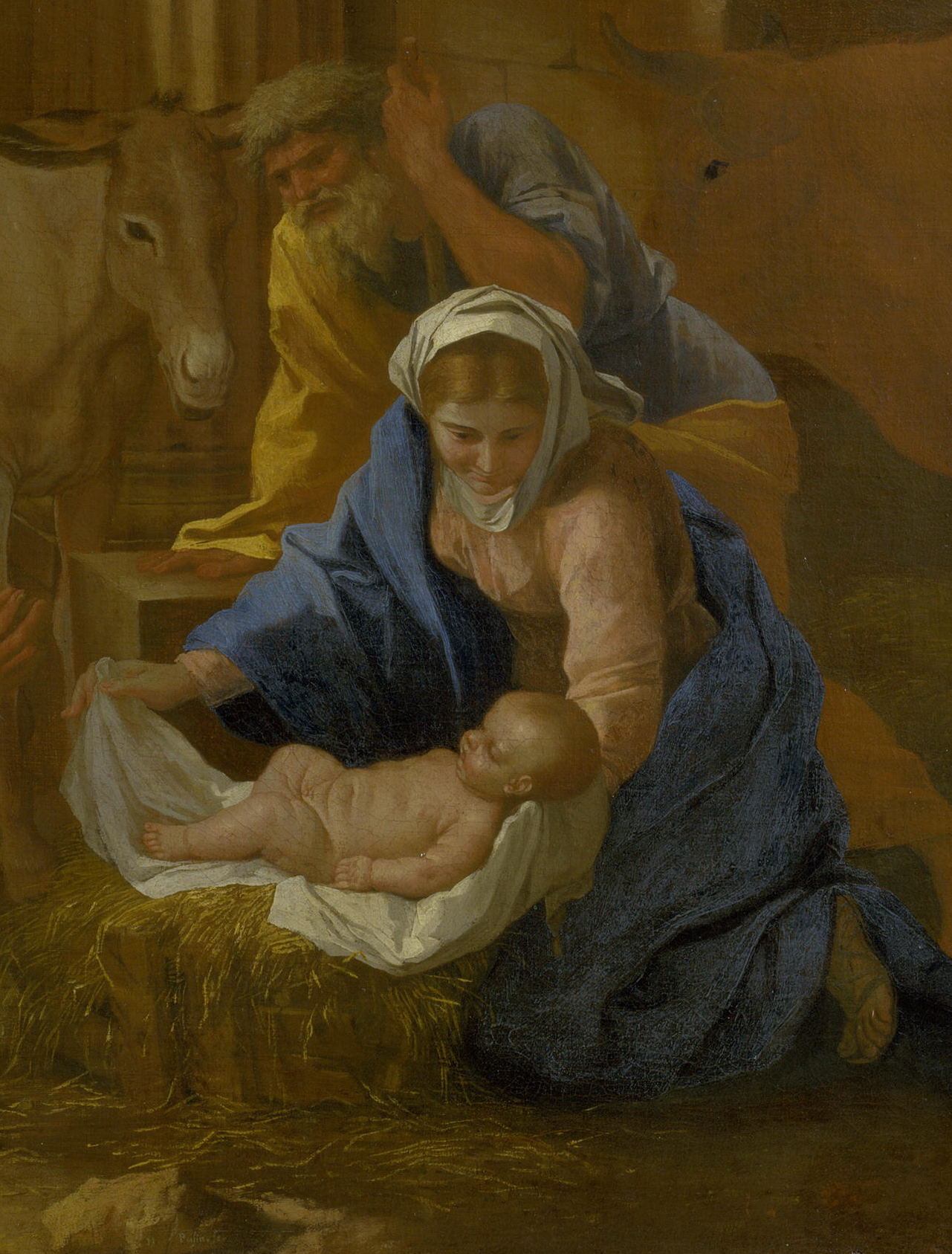
Dettaglio di Maria, Giuseppe e Gesù; dietro di loro il bue e l'asino.

L'opera fu dipinto quando Poussin aveva all'incirca quarant'anni; l'artista si trovava a Roma dal 1624, riscuotendo un certo successo nell'intero decennio, in particolare quando i suoi committenti non erano stranieri in ambasciata, come nel caso del cardinale Francesco Barberini, nipote di Papa Urbano VIII, e del collezionista d'arte Cassiano dal Pozzo, amico e primo sostenitore del pittore. Tuttavia, quando nel 1628 Barberini assicurò al Poussin la commissione per una pala d'altare da destinare alla Basilica di San Pietro (il Martirio di sant'Erasmo, oggi alla Pinacoteca vaticana), la sua accoglienza sembrò tiepida e ciò, unito a un periodo di malattia tra il 1629 e il 1630, probabilmente innescò un cambiamento nella sua carriera.

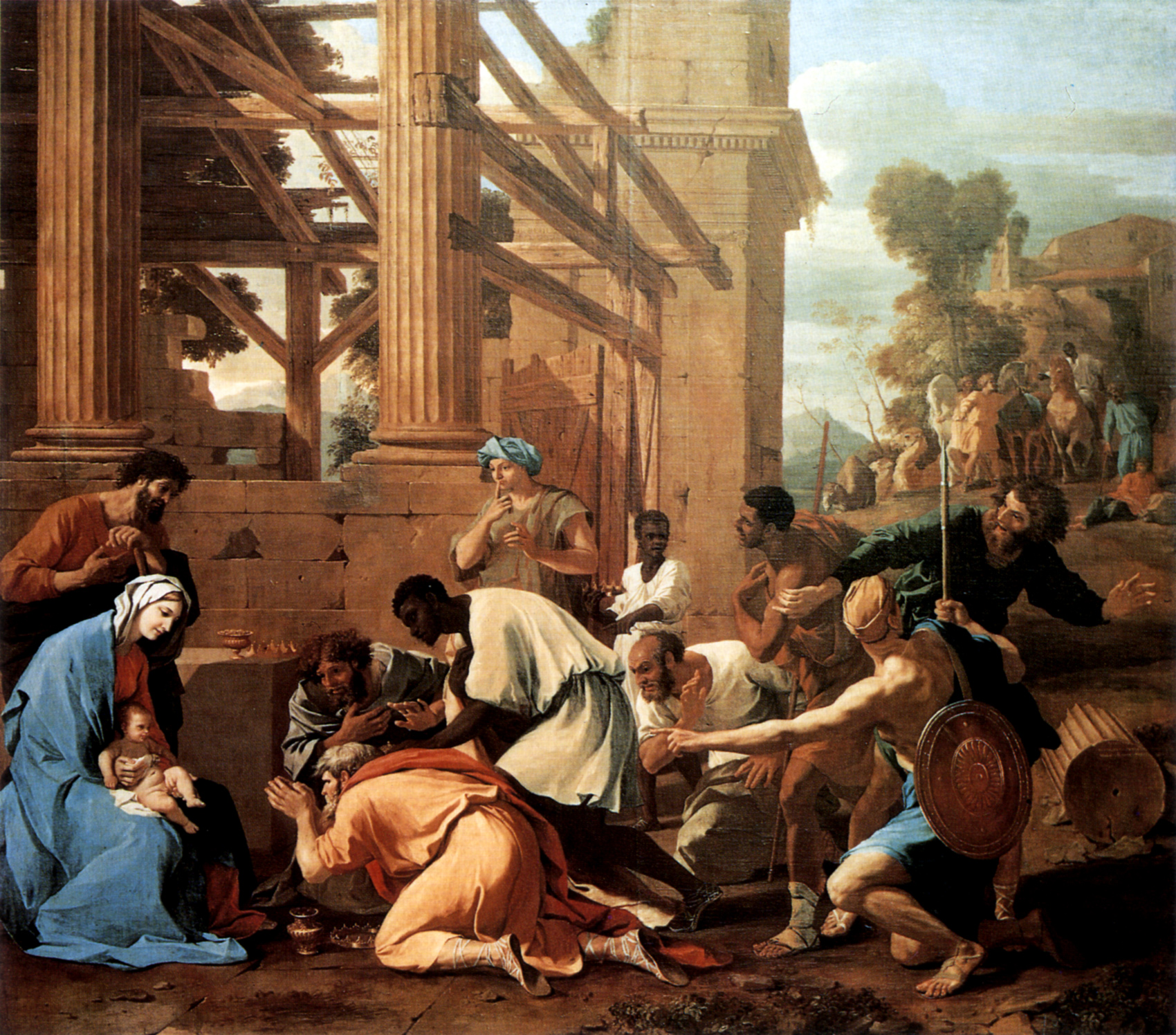
Nicolas Poussin, Adorazione dei Magi, 1633, Gemäldegalerie Alte Meister, Dresda.

Da quel momento Poussin sembrò abbandonare il perseguimento delle varie e ricche commissioni romane, che chiedevano grandi dipinti da destinare a chiese e palazzi, per concentrarsi solo sulla realizzazione di tele dalle piccole dimensioni, eseguite per una "stretta cerchia di cognoscenti", a partire da Cassiano dal Pozzo. Piuttosto inusuale è il fatto che questo dipinto passò, in maniera così repentina, nelle mani di un cardinale e principe appartenente alla famiglia dei Medici; d'altro canto, però, negli anni trenta del XVII secolo stava aumentando l'attenzione nei confronti del talento di Poussin. Tale consapevolezza emerse soprattutto da parte della corte francese, che nel 1640 gli ordinò di tornare a Parigi. Ciononostante, due anni dopo il pittore fuggì e tornò a Roma, da cui non si allontanò fino alla sua morte nel 1665.
Anche il suo stile e i suoi soggetti mutarono sul finire degli anni venti, passando dall'influenza dei pittori barocchi italiani al classicismo ispirato dalle sculture classiche e dall'alto Rinascimento. I dipinti che vanno dal 1629 al 1633 sono in larga parte delle rappresentazioni di episodi tratti dalla mitologia classica, o dalla Gerusalemme liberata di Torquato Tasso. L'Adorazione dei Magi, conservata alla Gemäldegalerie Alte Meister di Dresda e datata al 1633, presumibilmente pose fine a questa fase, e per tutto il decennio successivo i suoi soggetti tornarono ad essere vari.

### Vicende successive
Nel 1663 il dipinto si trovava ancora nella collezione del cardinale Giovan Carlo de' Medici, così come testimoniato da un inventario postumo. Successivamente potrebbe essere stato trasferito in Francia, dove, nel secolo successivo, una Natività del Poussin è registrata in differenti collezioni. Tra le varie si ritrova quella di Louis Phélypeaux, cancelliere di Francia. Nel 1665 Gian Lorenzo Bernini osservò un dipinto del genere dell'Adorazione nella collezione del politico francese, mentre un altro risulta in quella della moglie, Marie de Maupeou, nel 1672. Un'ulteriore menzione, del 1700, si ha relativamente alla collezione di André Le Nôtre, architetto del paesaggio e giardiniere del re Luigi XIV; in seguito si rilevano altri due proprietà di quella che probabilmente era la stessa tela, terminate con una vendita postuma nel 1761.
In quest'occasione potrebbe aver raggiunto l'Inghilterra. Nel 1795 quello che sicuramente era lo stesso dipinto fu protagonista della vendita postuma, avvenuta per il tramite della casa d'aste Christie's della collezione di sir Joshua Reynolds: nell'occasione fu acquisito per 205 ghinee. Fu acquistato dal pittore e mercante d'arte Henry Walton, che lo vendette quindi a sir Thomas Beauchamp-Proctor: rimase nel patrimonio dei baronetti tra il 1796 e il 1956, finché non fu acquistato per £29 000 presso Sotheby's, da parte di un acquirente oltreoceano. Tuttavia, il rilascio della licenza di esportazione fu differito, permettendo alla National Gallery di comprare l'opera per £33 100 nel 1957, grazie a fondi provenienti dal Temple-West Fund, dal National Art Collections Fund e da una sovvenzione straordinaria del Tesoro.

#### Esposizioni
Al di fuori dell'esposizione alla National Gallery dal 1957, il dipinto è stato in mostra: alla Royal Academy nel 1880 e nel 1995; al Birmingham Museum and Art Gallery di Birmingham nel biennio 1992-1993; nel Grand Palais di Parigi nel biennio 1994-1995.

### Datazione

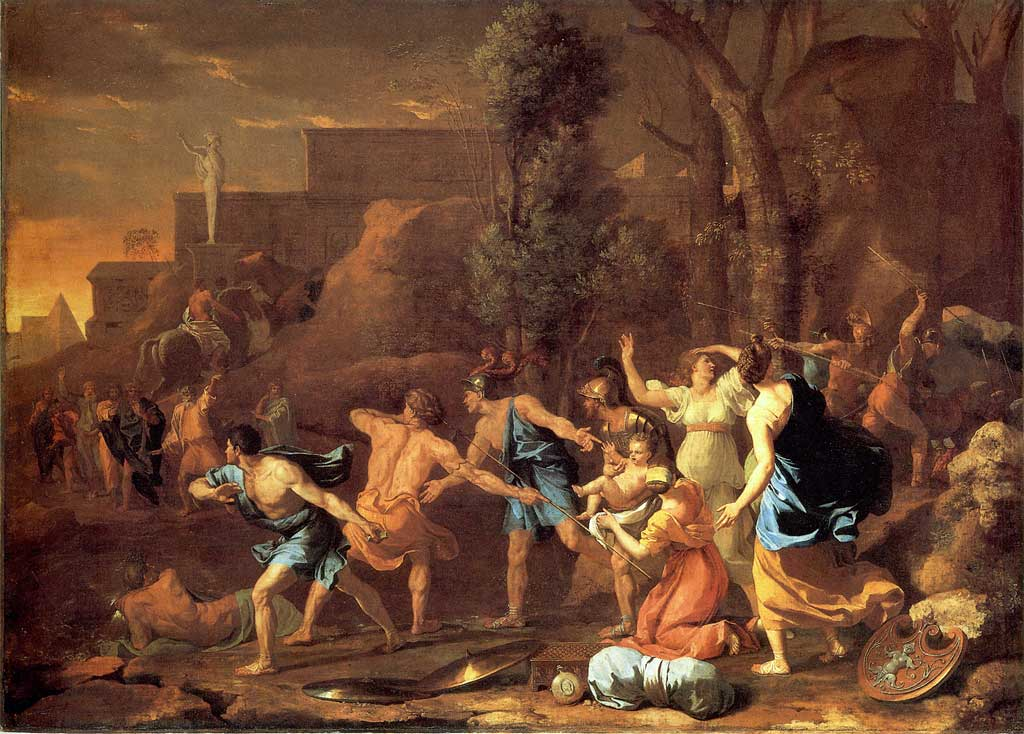
Nicolas Poussin, Salvataggio del giovane re Pirro, 1634, Museo del Louvre, Parigi.

Altri dipinti di Poussin, riconducibili agli anni tra il 1633 e il 1634, presentano il medesimo schema cromatico. L'Adorazione dei Magi di Dresda, del 1633, ha una composizione simile ma una combinazione di colori più variegata, pertanto l'Adorazione dei pastori si ritiene sia ad essa posteriore. Il Salvataggio del giovane re Pirro esposto al Museo del Louvre, con un similare schema di colori "ramato", è stato dimostrato sia stato dipinto al massimo nel 1634. Pertanto, combinando queste due datazioni, si può affermare che l'Adorazione londinese sia datata allo stesso biennio 1633-1634. La tesi è peraltro avvalorata anche da un disegno con uno schizzo preparatorio sul rovescio, ora parte della Royal Collection, eseguito per il diplomatico e generale Carlo III di Créquy, residente a Roma proprio tra il giugno 1633 e il luglio 1634, in qualità di ambasciatore francese.
Un'altra tela "ramata" del Poussin, che si trova alla National Gallery, è l'Adorazione del Vitello d'oro, datata agli stessi anni per l'appunto grazie alle affinità con l'Adorazione dei pastori.

## Descrizione

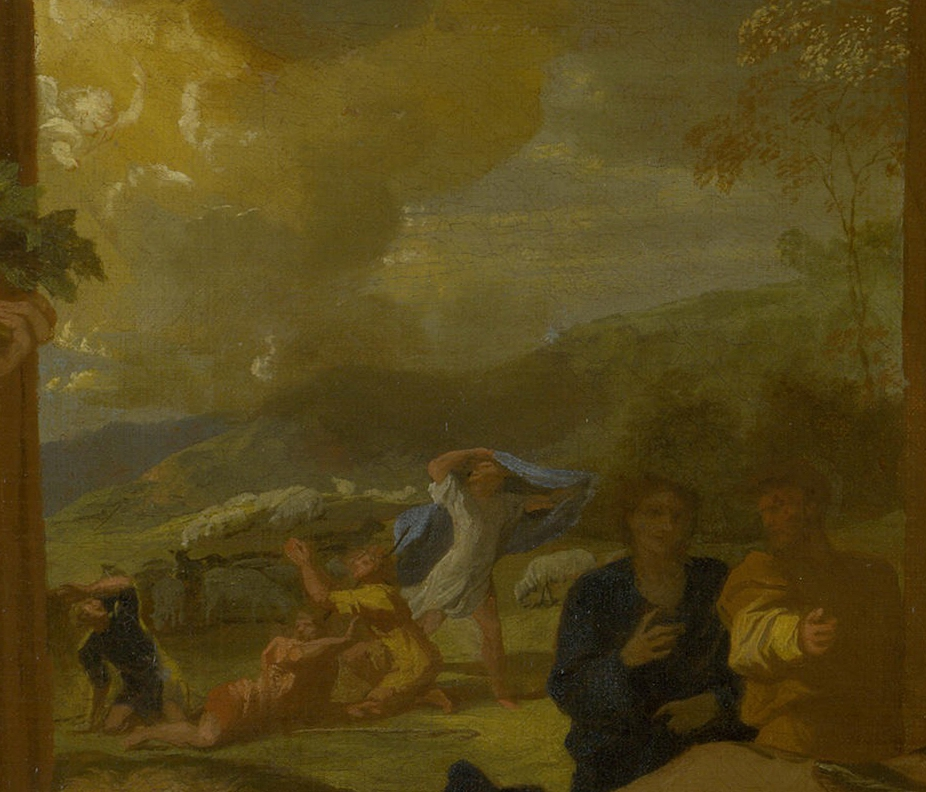
Dettaglio dell'Annuncio ai pastori in lontananza.

Ai consueti personaggi presenti nella Nascita di Gesù sono aggiunti, sia al centro che in lontananza, i pastori, protagonisti della precedente scena dell'annuncio ai pastori; sono anche presenti cinque putti, in alto, pronti a inondare la scena di fiori, e una donna - a sinistra - che tiene un grande cesto di vimini colmo di frutta. La scena si sviluppa all'interno di un grande e decadente edificio dal gusto classico, da cui viene ricavata una rozza stalla in legno. La sfumatura dorata dell'architettura è ripresa dalla carnagione bronzea dei pastori, dal cielo nuvoloso e da altri elementi: nell'insieme si ha uno schema cromatico ramato unificato, con il blu, caratterizzante il mantello di Maria e quello della donna con la frutta, che diventa l'altro colore preminente. Il bue, a destra di Giuseppe, quasi scompare dietro, nel muro.
A differenze delle figure centrali, i personaggi sullo sfondo protagonisti dell'annuncio, sono rappresentati in pose estremamente agitate e intense. L'angelo che gesticola verso di loro è vagamente dipinto nel bianco delle nuvole, proprio sopra le prime foglie di vite che fuoriescono dal cesto di frutta. Come altre figure concepite nello stesso periodo da Poussin, quelle in primo piano sembrano avere una glaciale qualità scultorea. Un'altra donna è vestita di verde ed è inginocchiata, così come lo è il primo pastore, il più vicino (forse ispirato da un pastore presente nell'Adorazione dei Magi della Loggia di Raffaello).

### Iconografia
Le scene della Natività sono spesso rappresentate all'interno di ambientazioni classiche. Oltre a mettere in risalto le abilità e la cultura dell'artista, fungevano da richiamo a una leggenda medievale, riportata nella Legenda Aurea: secondo la stessa, durante la notte della nascita di Gesù la Basilica di Massenzio a Roma, nella quale si narra fosse collocata una statua di Romolo, crollò parzialmente al suolo, residuando solo imponenti rovine dell'edificio, tuttora visibili.
Un altro significato che si attribuisce alle rovine risale ai primitivi fiamminghi del XV secolo, quando la semplice capanna della Natività, appena modificata dalla tarda antichità, si era sviluppata fino a diventare un elaborato tempio in rovina, inizialmente in stile romanico, in grado di simboleggiare il degradato stato del patto di alleanza dell'Halakhah. Nelle opere italiane le architetture acquisirono un gusto classico, riflettendo il crescente interesse per il mondo antico nonché la possibilità di osservare le numerose rovine effettivamente visibili nella penisola.

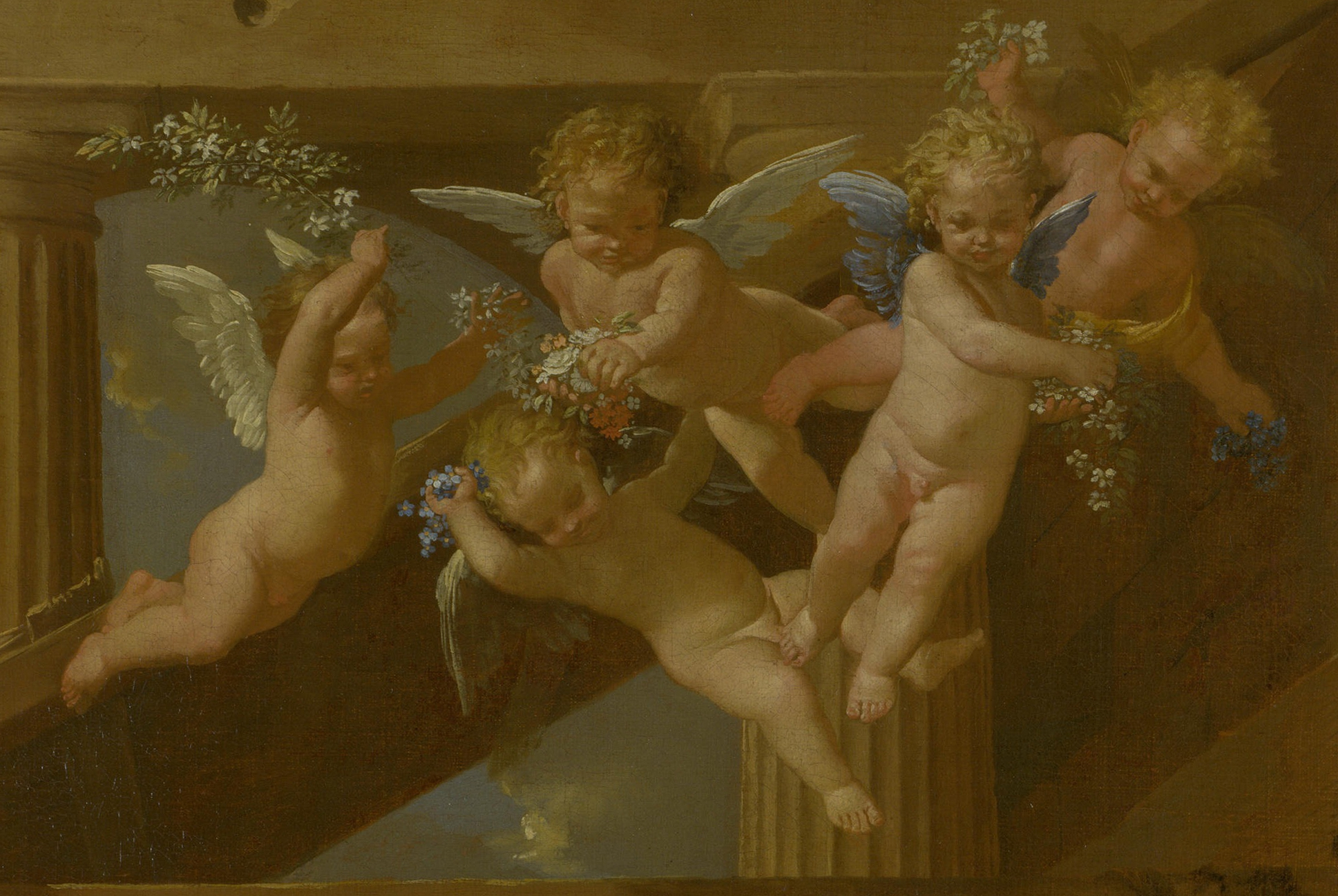
Dettaglio dei putti.

La donna con la frutta può essere confrontata con altre figure a lei affini presenti in altri dipinti, e se realmente si tratta di un'opera commissionata dal cardinale de' Medici, allora è possibile un parallelo con la statua della Dovizia di Donatello, posta sulla colonna collocata nel Mercato Vecchio di Firenze e andata perduta. Per di più vi era un'usanza fiorentina che prevedeva di portare dei frutti alle puerpere, da posizionare sul desco da parto. Vari significati sono stati ipotizzati sia per le mele e l'uva che la donna porta, sia per i tipi di fiori che tengono tra le mani i putti (anche se, al di fuori del gelsomino tenuto dal putto in alto a sinistra, l'identificazione delle tipologie non è completamente chiara).

### Disegni preparatori
Il principale disegno preparatorio dell'opera è conservato al British Museum. Si tratta di un formato orizzontale che mostra solo la parte inferiore, e ciò potrebbe suggerire che l'intenzione originale di Poussin fosse quella di creare un dipinto più piccolo dal formato orizzontale (sebbene il disegno sia tagliato lungo il bordo superiore). In esso vi sono inclusi un frontone rovesciato, un arco basso al centro di quella che è circa la metà nella composizione finale e un agnello giacente al di sotto di Gesù. La Christ Church Picture Gallery di Oxford possiede un disegno dei putti, anche in questo caso con differenze in merito al contesto architettonico.

### Condizioni
Le condizioni del dipinto sono "generalmente buone...ma con qualche segno di usura". Vi sono alcuni pentimenti minori e ritocchi. A partire dal 2001 il dipinto è stato "pulito e restaurato" per l'ultima volta nel 1958, mentre l'ultima occasione in cui vi fu la "superficie pulita e riverniciata" fu nel 1975.